# Idaea limitata
Idaea limitata là một loài bướm đêm trong họ Geometridae.